# Le Triomphe de la vérité
Le Triomphe de la vérité (Afterburn) est un téléfilm américain réalisé par Robert Markowitz en 1992.

## Synopsis
Janet travaille au mess des officiers lorsqu'elle fait la connaissance de Ted Harduvel.
Le coup de foudre réciproque est logiquement suivi d'un mariage, puis de la naissance d'une petite fille. 
Ted connaît une rapide évolution dans sa carrière. Excellent pilote, le jeune homme est choisi pour expérimenter un nouvel avion de combat, le chasseur F-16. Mais lors d'une mission de routine au-dessus de la Corée, l'avion de Ted s'écrase sur le flanc d'une montagne.
Après les enquêtes d'usage, le verdict des experts de l'armée de l'air tombe : erreur de pilotage.
Janet ne peut admettre cette conclusion trop facile et d'ailleurs invraisemblable...

## Fiche technique
- Type : téléfilm
- Genre : drame
- Origine : États-Unis
- Année : 1992
- Stéréo
- Réalisation : Robert Markowitz
- Scénario : Elizabeth Chandler
- Musique : Stewart Copeland

## Distribution
- Laura Dern : Janet Harduvel
- Robert Loggia : Leo Marrone
- Vincent Spano : Ted Harduvel
- Michael Rooker : Casey « Z » Zankowski